# Martin Hindorff
Martin Hindorff   (Nyköping, 30 de març de 1897 - Estocolm, 5 de març de 1969) va ser un regatista suec que va competir durant les dècades de 1930 i 1950.
Durant la seva carrera esportiva va prendre part en quatre edicions dels Jocs Olímpics en els que guanyà un total de tres medalles, una d'or i dues de bronze. El 1932, a Los Angeles, va guanyar la medalla d'or en la categoria de 6 metres del programa de vela a bord del Bissbi junt a Tore Holm, Åke Bergqvist i Olle Åkerlund. El 1936, a Berlín, guanyà la medalla de bronze en la mateixa prova a bord del May Be. Als Jocs de Londres de 1948, amb l'Ali-Baba II tornà a guanyar la medalla de bronze en la prova dels 6 metres, mentre que a Hèlsinki, el 1952, amb el May Be VII, s'hagué d'acontentar amb la quarta posició novament en la prova dels 6 metres.